# Serra de Mas Gibert
La Serra de Mas Gibert és una serra situada al municipi de Creixell, a la comarca del Tarragonès.